# Haddo House

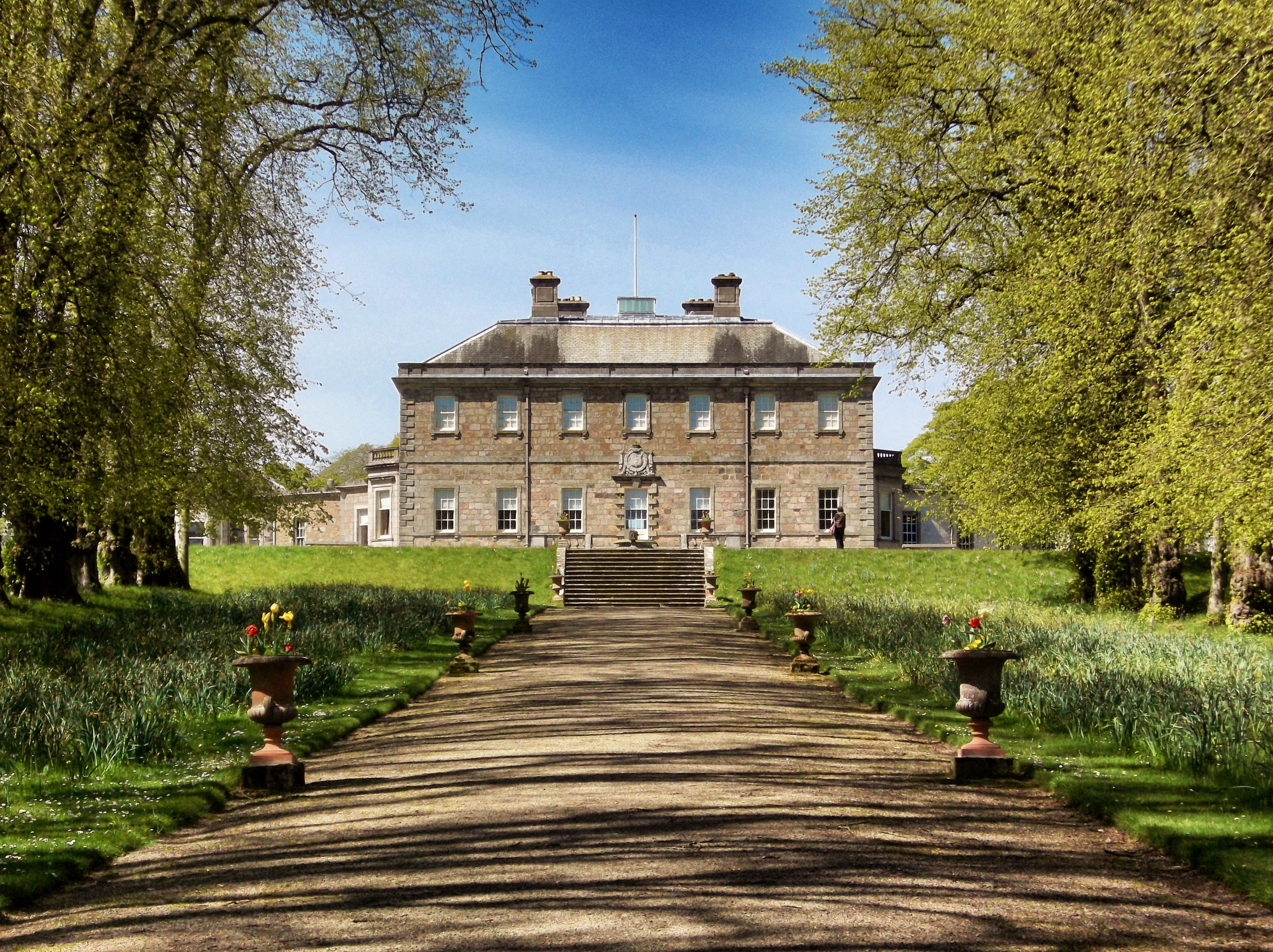
Ingresso e facciata principale della Haddo House

Haddo House è una storica residenza in stile palladiano georgiano, situata nei pressi del villaggio scozzese di Tarves, nell'Aberdeenshire (Scozia nord-orientale), che fu costruita tra il 1731 e il 1736 su progetto di William Adam e per volere del II signore di Aberdeen.  Fu la residenza della famiglia Gordon ed è ora di proprietà del National Trust for Scotland.

## Storia
La tenuta di Haddo fu acquistata nel 1469 da James Gordon, discendente dei marchesi di Huntly.
Nel luogo dove sorge Haddo House, si ergeva un tempo una torre, dove risiedeva la famiglia Gordon. Questa torre fu però notevolmente danneggiata da Covenanters negli anni quaranta del XVIII secolo e per questo motivo, circa un secolo dopo, il II signore di Aberdeen, in occasione del suo matrimonio con Anne, figlia del duca di Huntly, la fece demolire, facendo costruire una sontuosa residenza.
Il progetto venne affidato all'architetto William Adam: la costruzione iniziò nel 1731 e terminò nel 1736.
Nel 1822, l'entrata principale della villa venne modificata su progetto dell'architetto Archibald Simpson per volere del IV signore di Aberdeen.
Nel giugno del 1857, soggiornò a Haddo House la regina Vittoria: la stanza da letto in cui dormì la sovrana è stato per questo ribattezzata "Queen's Room" ("stanza della regina").
In seguito, negli anni ottanta del XIX secolo, gli interni della villa furono rimodellati in stile vittoriano da Wright e Mansfield su commissione del VII signore di Aberdeen Inoltre, tra il 1876 e il 1891 fu costruita nella parte nord-orientale del parco una cappella in stile gotico, progettata da GE Street.
Nel 1930, l'ala orientale della villa fu gravemente danneggiata da un incendio e dovette essere ricostruita.
Tra il 1941 e il 1945, nel corso della seconda guerra mondiale, Haddo House fu adibita ad ospedale per la maternità: nacquero così in loco circa 1.000 bambini.
La famiglia Gordon risiedette nella villa fino al 1974, anno della morte di David Gordon IV marchese di Aberdeen. La villa fu quindi ceduta al National Trust for Scotland, che nel 1979 la aprì al pubblico.

## Architettura

### Esterni
La tenuta su cui sorge Haddo House si estende in un'area di circa 7.500 acri.

### Interni
Gli interni di Haddo House ospitano vari dipinti su castelli scozzesi, realizzati tra il 1838 e il 1855 da James Giles su commissione del IV signore di Aberdeen.

## Nella cultura di massa

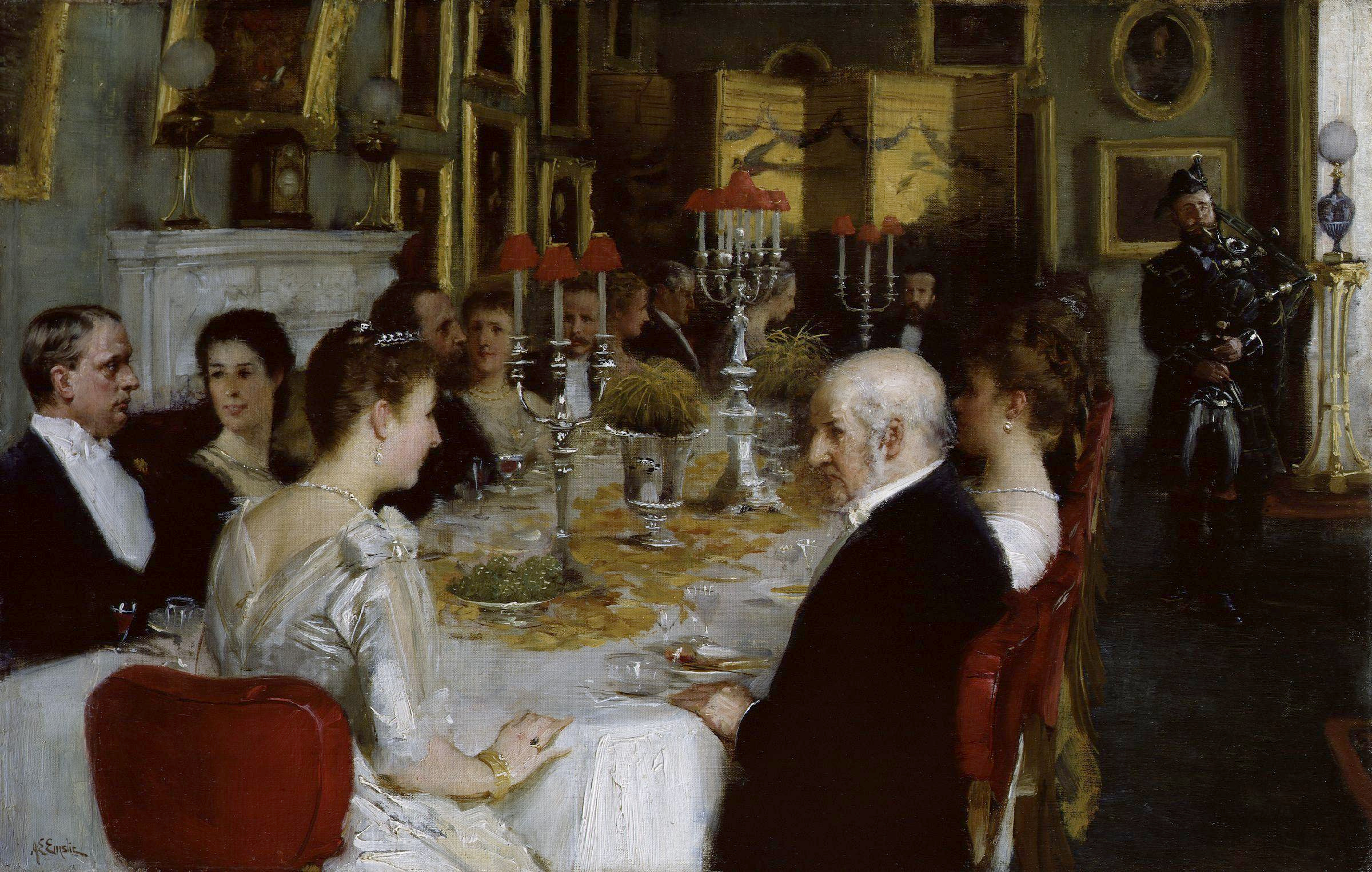
Dinner at Haddo House di Alfred William Emslie (1884)

- Gli interni di Haddo House sono il soggetto del dipinto di Alfred Edward Emslie Dinner at Haddo House, realizzato nel 1884[5].